# Байшулаков, Талгат Сайранович
Талгат Сайранович Байшулаков (род. 27 ноября 1964, Воздвиженка, Целинный край) — советский самбист, победитель и призёр первенств СССР среди юношей и юниоров, бронзовый призёр чемпионатов СССР 1985 и 1986 годов, победитель (1984, 1986), серебряный (1983) и бронзовый (1989) призёр розыгрышей Кубка СССР, победитель Кубка мира 1985 года, серебряный призёр чемпионата Европы 1987 года. Мастер спорта СССР международного класса, заслуженный тренер Республики Казахстан. Выступал в полулёгкой весовой категории (до 57 кг). Наставниками Байшулакова были Диканбай Биткозов и Марат Жахитов.
Происходит из подрода баркы рода Куандык племени аргын. 
Выпускник Казахской академии туризма и спорта. Тренер по дзюдо в Школе высшего спортивного мастерства. Некоторое время занимал должность вице-президента Федерации дзюдо Казахстана.

## Династия
Братья Байшулакова также добились больших успехов в самбо.
- Байшулаков, Канат Сайранович (1961—2011) — чемпион Европы и мира, Заслуженный мастер спорта СССР.
- Байшулаков, Жанат Сайранович (1967) — победитель Кубка мира в командном зачёте, бронзовый призёр чемпионата мира, Заслуженный тренер Республики Казахстан.
- Жасулан Байшулаков — многократный чемпион Казахстана, мастер спорта СССР.
- Жандос Байшулаков — многократный чемпион Казахстана, мастер спорта Казахстана.

## Спортивные результаты
- Кубок СССР по самбо 1983 года — ;
- Кубок СССР по самбо 1984 года — ;
- Чемпионат СССР по самбо 1985 года — ;
- Чемпионат СССР по самбо 1986 года — ;
- Кубок СССР по самбо 1986 года — ;
- Кубок СССР по самбо 1989 года — ;